# Rhinanthus alpinus
La cresta di gallo alpina (nome scientifico Rhinanthus alpinus Baumg., 1816) è una pianta erbacea delle zone alpine, appartenente alla famiglia delle Orobanchaceae.

## Etimologia
Il nome del genere (Rhinanthus) è stato assegnato dal biologo e scrittore svedese Carl von Linné (Rashult, 23 maggio 1707 – Uppsala, 10 gennaio 1778) nel 1737, accostando due termini greci: rhin o rhinòs (= naso) e ànthos (= fiore) e fa riferimento alla particolare forma del fiore (fiore nasuto). Il nome comune (cresta di gallo alpina) fa riferimento ad una certa somiglianza che il fiore presenta con la testa del gallo, in particolare le brattee seghettate ricordano la cresta del pennuto; mentre L'epiteto specifico alpinus (= delle alpi) fa riferimento all'habitat più usuale di questa pianta.
Il binomio scientifico della pianta di questa voce è stato proposto dal fisico e botanico germanico Johann Christian Gottlob Baumgarten (1765-1843), nato a Luková (Lukau in tedesco), comune nella Repubblica Ceca, nella pubblicazione "Enumeratio Stirpium Magno Transsilvaniae - 2: 194. 1816]" del 1816.

## Descrizione

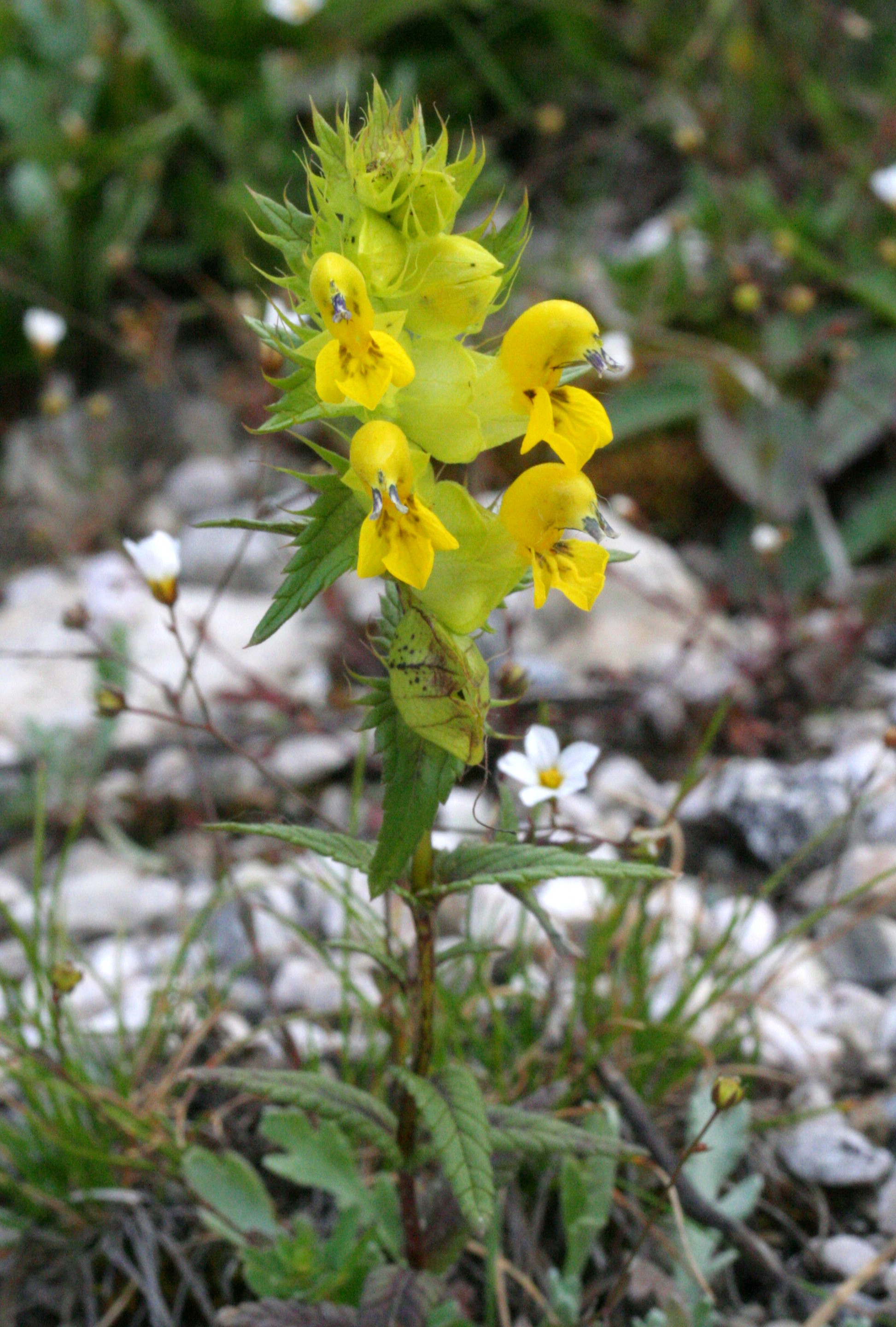
Il portamento. Località: Passo di Falzarego, Cortina (BL), 2105 m s.l.m. - 4/8/2008

L'altezza media di queste piante varia da 10 a 40 cm. La forma biologica è terofita scaposa (T scap), sono piante erbacee che differiscono dalle altre forme biologiche poiché, essendo annuali, superano la stagione avversa sotto forma di seme, sono inoltre munite di asse fiorale eretto con poche foglie. Sono inoltre piante semiparassite (ossia contengono ancora clorofilla) e sono provviste di uno o più austori connessi alle radici ospiti per ricavare sostanze nutritive.

### Radici
Le radici sono tipo fittone.

### Fusto
La parte aerea del fusto è eretta e poco ramosa. Alla base può essere ginocchiata e la superficie può essere percorsa da strie scure più o meno pubescenti.

### Foglie
La forma delle foglie varia da lanceolata a ovata oppure sono quasi lineari con margini dentati (quasi seghettati); sono sessili e lungo il fusto sono disposte in modo opposto. Il colore delle foglie è verde pallido. Dimensioni medie delle foglie tipo lanceolato: larghezza 7 – 15 mm; lunghezza 20 – 40 mm. Dimensioni medie delle foglie tipo ovato: larghezza 15 mm; lunghezza 25 mm. Dimensioni medie delle foglie tipo lineare: larghezza 3 mm; lunghezza 24 mm.

### Infiorescenza

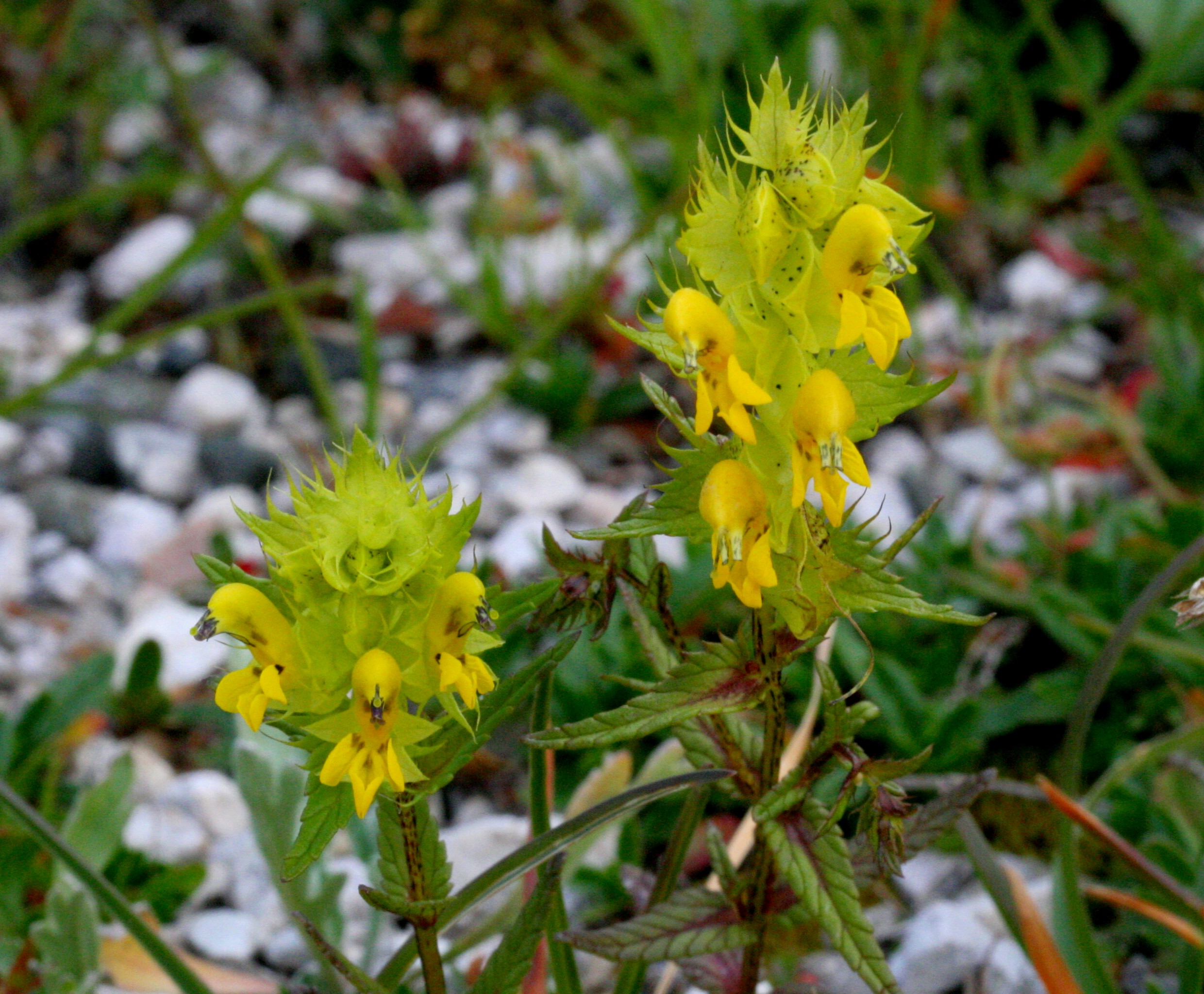
Infiorescenza. Località: Passo di Falzarego, Cortina (BL), 2105 m s.l.m. - 4/8/2008

L'infiorescenza si presenta come un racemo terminale “spiciforme” (con fiori sessili o con brevissimi peduncoli), foglioso con grandi brattee glabre a forma triangolare. Il margine delle brattee è percorso da una serie di denti acuti tipo sega e non sono aristati; le brattee sono inoltre più lunghe del calice del rispettivo fiore. I denti sono lunghi fino a 5 mm e quelli inferiori sono più lunghi di quelli superiori. I fiori all'antesi sono contigui, mentre alla fruttificazione quelli inferiori sono più spaziati. Lunghezza del peduncolo: 1 – 2 mm. Lunghezza delle brattee: 10 – 20 mm.

### Fiore
I fiori sono ermafroditi, zigomorfi (del tipo bilabiato), con quattro verticilli (calice – corolla - androceo – gineceo) e pentameri (la corolla è a 5 parti).
- Formula fiorale: per questa pianta viene indicata la seguente formula fiorale:

X, K (4), [C (2+3), A 2+2], G (2), (supero), capsula
- Calice: il calice è gamosepalo, a quattro parti ravvicinate terminanti con dei denti; la superficie è glabra; il calice ha una forma ovale allargata ma compresso ai lati. Dimensione del calice: larghezza 6 mm; lunghezza 7 – 8 mm. Lunghezza dei denti: 2 mm.
- Corolla: la corolla è simpetala, di colore giallo chiaro, e consiste in un tubo cilindrico terminante in un lembo bilabiato; dei due labbri quello inferiore (che è più corto) è trilobato, mentre quello superiore assume la forma di un caschetto schiacciato ai lati; all'estremità apicale è presente un naso violaceo conico lungo 1,3 – 2 mm. Le fauci (la zona di separazione tra il labbro superiore e quello inferiore) in questa specie sono abbastanza aperte (corolla di tipo “anectolema” - vedi immagine più sotto). Dimensione della corolla : 15 mm.
- Androceo: l'androceo possiede quattro stami didinami (due grandi e due piccoli), quelli grandi sono posizionati sotto il caschetto della corolla e sono più dritti. Le antere sono disposte trasversalmente e hanno la superficie vellutata; sono provviste di due logge più o meno uguali. Le sacche polliniche hanno l'estremità inferiore a forma di freccia.[8]
- Gineceo: l'ovario è supero formato da due carpelli (è quindi biloculare, derivato dai due carpelli iniziali), ma con pochi ovuli) ed ha una forma schiacciata; lo stilo è del tipo filiforme e leggermente curvo; lo stigma è capitato del tipo bilobo.
- Fioritura: da giugno a settembre.

### Frutti
Il frutto è contenuto nel calice (persistente e accrescente) ed ha la struttura di una capsula mucronata a deiscenza variabile e con superficie glabra. La forma è arrotondata ma appiattita ai lati. Nel suo interno sono presenti delle logge che si aprono tramite due valve. Nelle logge sono contenuti i semi reniformi provvisti di endosperma, abbastanza grandi ma compressi quasi discoidali e circondati da un'ala traslucida. Diametro dei semi: 3 – 4 mm.

## Riproduzione
- Impollinazione: l'impollinazione avviene tramite insetti (impollinazione entomogama).
- Riproduzione: la fecondazione avviene fondamentalmente tramite l'impollinazione dei fiori (vedi sopra).
- Dispersione: i semi cadendo a terra sono successivamente dispersi soprattutto da insetti tipo formiche (disseminazione mirmecoria).

In queste piante il semiparassitismo è tale per cui anche i semi per germogliare hanno bisogno della presenza delle radici della pianta ospite; altrimenti le giovani piantine sono destinate ad una precoce degenerazione.

## Distribuzione e habitat
- Geoelemento: il tipo corologico (area di origine) è Orofita Sud Est Europeo.
- Distribuzione: in Italia è molto rara; in effetti è segnalata al confine con la Slovenia e l'Austria; più facilmente la si può trovare nei Carpazi e nei Balcani.
- Habitat: l'habitat preferito da questa pianta sono i prati e pascoli mesofili, più o meno eutrofici (ricchi di sostanze nutritive); ma anche le schiarite boschive e le strade forestali. Il substrato deve essere siliceo, con pH acido e medi valori nutrizionali del terreno che deve essere umido.
- Distribuzione altitudinale: essendo una specie montana si può trovare solamente dal piano collinare fino a quello alpino (ossia circa dai 1000 ai 2500 m s.l.m.).

## Fitosociologia
Dal punto di vista fitosociologico la specie di questa scheda appartiene alla seguente comunità vegetale:
Formazione : comunità delle macro- e megaforbie terrestri
Classe : Molinio-Arrhenatheretea
Ordine : Arrhenatheretalia elatioris
Alleanza : Triseto-Polygonion bistortae

## Tassonomia
La famiglia di appartenenza della specie (Orobanchaceae) comprende soprattutto piante erbacee perenni e annuali semiparassite (ossia contengono ancora clorofilla a parte qualche genere completamente parassita) con uno o più austori connessi alle radici ospiti. È una famiglia abbastanza numerosa con circa 60 - 90 generi e oltre 1700 - 2000 specie (il numero dei generi e delle specie dipende dai vari metodi di classificazione) distribuiti in tutti i continenti. Il genere Rhinanthus comprende circa 30-40 specie distribuite in Europa, Asia settentrionale e Nord America, con la maggiore diversità di specie (circa 30 specie) in Europa, di cui almeno 17 sono presenti nella flora spontanea italiana.

### Filogenesi
La classificazione tassonomica del Rhinanthus alpinus è in via di definizione in quanto fino a poco tempo fa il suo genere apparteneva alla famiglia delle Scrophulariaceae (secondo la classificazione ormai classica di Cronquist), mentre ora con i nuovi sistemi di classificazione filogenetica (classificazione APG) è stata assegnata alla famiglia delle Orobanchaceae; anche i livelli superiori sono cambiati (vedi box tassonomico in alto a destra).

### Variabilità

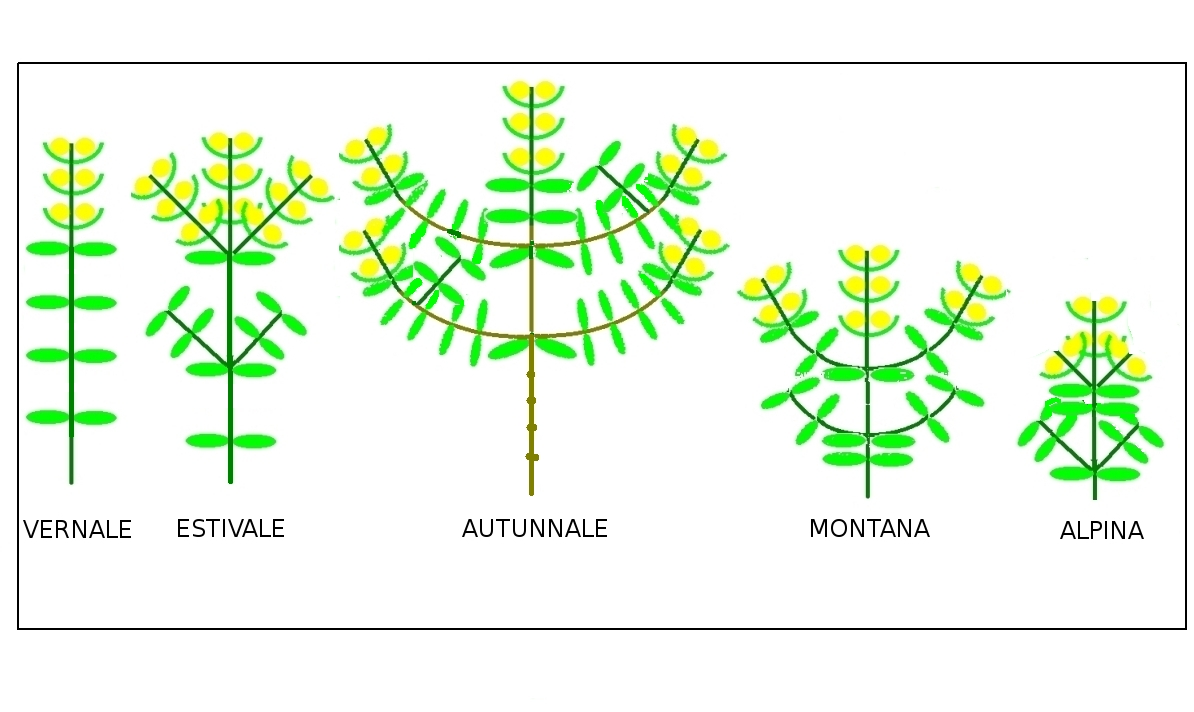
Polimorfismo stagionale

Rhinanthus viene considerato uno dei generi più polimorfi delle dicotiledoni. Spesso nelRhinanthus alpinus si presenta il fenomeno del polimorfismo stagionale (vedi figura a lato e spiegazione seguente):
- vernale (o fioritura precoce - primaverile): le piante si presentano slanciate con fusti elevati ma poco ramosi (brevi e sterili); tutte le foglie sono presenti alla fioritura; gli internodi sono più lunghi delle foglie corrispondenti; le foglie intercalari (appena sotto l'infiorescenza) sono assenti;
- estivale (fioritura estiva): i fusti sono elevati e si ha un progressivo addensamento dei rami e delle foglie (2 - 4 paia di rami fioriferi); tutte le foglie sono presenti alla fioritura; gli internodi sono più lunghi delle foglie corrispondenti; le foglie intercalari (appena sotto l'infiorescenza) sono assenti (o 1 - 2 paia);
- autunnale (fioritura tradiva): i fusti sono elevati con numerosi rami fioriferi a portamento arcuato-ascendente; le foglie inferiori sono scomparse alla fioritura; gli internodi sono più corti delle foglie corrispondenti; le foglie intercalari sono numerose;
- "monomorfa" (forma tipicamente montana dove la stagione della fioritura - solo quella estiva - è più breve): con fusti bassi a portamento contratto con pochi rami; le foglie sono tutte presenti alla fioritura; gli internodi sono più corti delle foglie corrispondenti; le foglie intercalari (appena sotto l'infiorescenza) sono assenti (o 1 - 2 paia); la distribuzione è soprattutto nella fascia subalpina;
- alpina (fioritura strettamente estiva): con fusti nani, molto contratti, pochi e brevi rami spesso sterili; tutte le foglie sono presenti alla fioritura; gli internodi sono più corti delle foglie corrispondenti; le foglie intercalari sono numerose; la distribuzione è soprattutto nella fascia alpina.

Questo fenomeno può essere almeno in parte spiegato con la falciatura dei prati fatta in primavera e/o in autunno favorendo così una selezione di ecotipi precoci o tardivi.

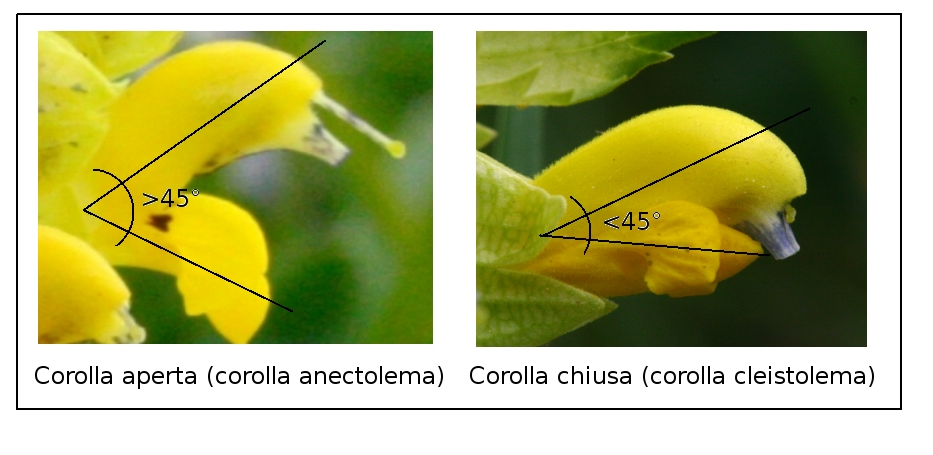
Diversi tipi di corolla

Rhinanthus alpinus appartiene al Gruppo di Rhinanthus serotinus. Si tratta di un gruppo di specie molto simili tra di loro le cui caratteristiche principali sono: la corolla ha un naso allungato; le brattee (glabre o con scarsa pelosità) possiedono denti profondi (fino a 5 mm) ma non sono aristati; il calice è glabro. Il gruppo si compone delle seguenti specie:
- Rhinanthus serotinus: la corolla è del tipo cleistolema (= fauci chiuse); le foglie sono bordate da brevi denti crenulati.
- Rhinanthus alpinus Baumg.: la corolla è del tipo anectolema (= fauci aperte); le brattee e il calice sono glabri.
- Rhinanthus carinthiacus  Widder: la corolla è del tipo anectolema (= fauci aperte); le brattee e il calice sono ricoperti di peli ghiandolari.

La corolla in questo genere di fiori è di due tipi:
- corolla anectolema (= corolla a fauci aperte): le labbra divergono fra loro da 45°a 90°; il naso è rivolto in avanti e il tubo corollino è ricurvo.
- corolla cleistolema (= corolla a fauci chiuse): le labbra sono quasi parallele; il naso è rivolto in basso e il tubo corollino è quasi diritto.

Un gruppo simile è Gruppo di Rhinanthus mediterraneus. Quest'ultimo si distingue per i denti delle foglie profondi e rivolti all'infuori; la corolla è del tipo cleistolema.

### Sinonimi
La specie di questa scheda, in altri testi, può essere chiamata con nomi diversi. L'elenco seguente indica alcuni tra i sinonimi più frequenti:
- Alectorolophus alpinus (Baumg.) Sterneck
- Alectorolophus alpinus (Baumg.) Sterneck var. alpinus
- Alectorolophus alpinus (Baumg.) Sterneck var. erectus Sterneck
- Alectorolophus elatus (Sterneck) Sterneck
- Alectorolophus erectus (Sterneck) Sterneck
- Alectorolophus pulcher (Spreng.) Wimm.
- Alectorolophus pulcher (Spreng.) Wimm. var. elatus Sterneck
- Alectorolophus pulcher (Spreng.) Wimm. var. pulcher
- Rhinanthus pulcher Spreng.
- Rhinanthus pulcher Spreng. subsp. pulcher
- Rhinanthus pulcher subsp. alpinus (Walp.) Rauschert
- Rhinanthus pulcher subsp. carpaticus Soó
- Rhinanthus pulcher subsp. elatus (Sterneck) O. Schwarz
- Rhinanthus pulcher subsp. erectus (Sterneck) O. Schwarz
- Rhinanthus pulcher Schummel[15]

## Altre notizie
La cresta di gallo alpina in altre lingue è chiamata nei seguenti modi:
- (DE)  Alpen-Klappertof
- (FR)  Rhinanthe des Alpes